# Choeur d'Hommes de Hombourg-Haut
Il Chœur d'hommes de Hombourg-Haut è un coro maschile della città di Hombourg-Haut (dipartimento della Mosella).
Costituito nel 1865 (su patrocinio della famiglia Gouvy), era il più antico coro di voci maschili nella regione storica della Lorena.
Il coro è composto da 65 coristi amatoriali diretti da Norbert Ott e Patricia Czekala. Il coro ha prodotto molte registrazioni. Dal 1990 organizza incontri musicali annuali ("Rencontres musicales") che si svolgono nella collegiata di Santo-Stefano nel vecchio Hombourg.